# Protivzdušná obrana

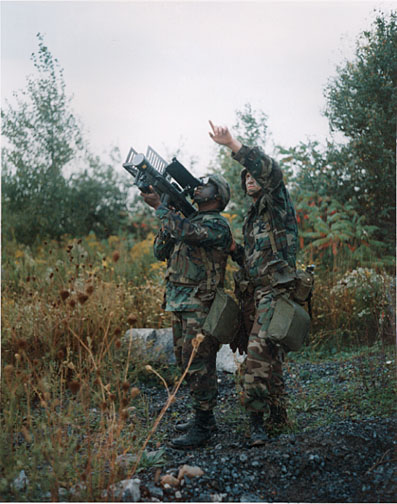
Američtí vojáci před odpalem střely FIM-92 Stinger

Protivzdušná obrana zahrnuje podle definice NATO „veškerá opatření určená k zamezení či snížení účinnosti nepřátelského vzdušného útoku.“ Mezi prostředky protivzdušné obrany patří pozemní či letecké zbraňové systémy, příslušné senzory, řídicí a kontrolní mechanismy a pasivní opatření (např. barážové balony). Úkolem protivzdušné obrany (PVO) je ochrana námořních, pozemních a vzdušných sil na libovolném místě. Většina států vyvíjela hlavní úsilí o obranu vlastního území, čemuž odpovídá český termín protivzdušná obrana státu (PVOS). NATO označuje leteckou PVO jako counter-air (protivzdušnou) a námořní PVO jako anti-aircraft warfare (protiletadlový boj). Protiraketová obrana je rozšířením protivzdušné obrany ve smyslu přizpůsobení se úkolům zachycení a zničení jakéhokoli letícího objektu (střely, rakety).
V některých zemích, například v Británii a Německu během druhé světové války nebo v rámci SSSR či NATO, spadaly pozemní prostředky i letouny plnící úkoly PVO pod jednotné velení protivzdušné obrany. Zatímco úkolem celého systému protivzdušné obrany může být protivzdušná obrana státu (včetně ochrany vojenských zařízení), polní jednotky disponují v případě ohrožení ze strany nepřátelského letectva vlastními protivzdušnými prostředky. Pozemní protivzdušná obrana může být rovněž využita ofenzivním způsobem s cílem zamezit využití vzdušného prostoru protivníkem.